# Коваленко, Владимир Васильевич
Владимир Васильевич Коваленко (19 июня 1943, Свободный, Хабаровский край, РСФСР, СССР — 24 ноября 1998, Москва, Россия) — советский и российский кинорежиссёр, продюсер, директор фильмов. Младший брат Ю. В. Коваленко (1938—2008).

## Биография
Родился в семье военнослужащего. Начал карьеру осветителем на Ялтинской киностудии. После окончания Ленинградского института киноинженеров работал на Киностудии им. Довженко и Центральной киностудии детских и юношеских фильмов им. Горького в должности технического директора и директора киностудии им. Довженко. Возглавлял кинокомпанию АКВО.
Кандидат технических наук, доцент, преподаватель Киевского института театральных искусств им. И. К. Карпенко-Карого.
Имеет правительственные награды, золотые и серебряные медали ВДНХ за создание кинокамеры «Славутич» и множество других разработок в области киноаппаратуры. Являлся официальным представителем ЮНЕСКО от СССР по сохранности фильмовых материалов. Являлся Председателем Гильдии технических работников Союза кинематографистов СССР и России, Академиком жюри по присуждении  премии «Ника». Член редколлегии журнала Кино и Телевидение. Автор многих статей и научных работ в области техники кино и телевидения. Являлся генеральным продюсером фильмов:

## Фильмография

### Режиссёр
- 1987 — Рыжая фея[источник не указан 349 дней]

### Продюсер
- 1991 — Блуждающие звёзды
- 1991 — Шкура
- 1991 — Линия смерти
- 1992 — Легенда о Байроне
- 1993 — Кодекс бесчестия

### Директор фильма
- 1990 — Бля!
- 1991 — Линия смерти

## Награды
- Медаль «За трудовую доблесть» (30 мая 1978 года) — за заслуги в развитии советской кинематографии и активное участие в коммунистическом воспитании трудящихся[1]